# Y Gododdin
Y Gododdin (vyslovováno ə ɡɔˈdɔðɪn) je středověká velšská báseň, skládající se ze série žalozpěvů na muže britonského království Gododdin a jejich spojence, kteří měli podle konvenčních výkladů básně zemřít v bitvě proti Anglům z království Deira a Bernicie, ke které došlo kolem roku 600 n. l. u Catraethu. Autorství anonymní básně bývá připisováno bardu Aneirinovi. Dílo se dochovalo pouze v jednom rukopise, známém jako Kniha Aneirinova.
Báseň je zaznamenána v rukopise z druhé poloviny 13. století a její vznik je datován mezi 7. a rané 13. století. Text je psán částečně ve starovelštině a částečně středovelšským pravopisem. Vznik v 7. století by znamenal, že báseň byla – nejprve nejspíše v ústní formě – složena již krátce po bitvě, nejspíše v Hen Ogledd („Starý Sever“) v cumbrijském dialektu britonštiny. Další hypotéza považuje Y Gododdin za dílo středověkého velšského básníka, vytvořené v 9., 10. nebo 11. století. Ovšem i pokud by báseň vznikla v 9. století, stále by zůstávala jedním z nejstarších dochovaných děl velšské poezie.
Království Gododdin, jehož obyvatelé byli nazýváni za římské okupace Británie jako Votadini, ovládalo oblast dnešního jihovýchodního Skotska, Northumberland a část Hen Ogleddu („Starého Severu“). Báseň popisuje shromáždění družiny 300 (nebo 363) vybraných válečníků, původem nejen z Gododdinu, ale i Piktů a mužů z království Gwynedd. Po roce hodování v Din Eidyn, dnešním Edinburghu, zaútočili na Catraeth, obvykle identifikovaný jako Catterick v Severním Yorkshire. Po několika dnech boje proti několikanásobné přesile byli téměř všichni bojovníci pobiti. Étos básně připomíná hrdinskou epickou poezii, zdůrazňující boj pro slávu, báseň ale není výpravná.
Rukopis také obsahuje několik slok, které nemají žádnou zjevnou souvislost s královstvím Gododdin a jsou tedy považovány za později vložené. Zde se především diskutuje o sloce zmiňující krále Artuše, která, pokud by byla původní, by mohla být nejstarším známým odkazem na tuto postavu - s výjimkou Y Gododdin je totiž velšská artušovská tradice doložena až od raného 12. století.